# Schneespitze (Stubaier Alpen)
Die Schneespitze (auch Schneepinggl, ital.: Monte della Neve) ist ein 3178 m s.l.m. (nach anderer Messung 3173 m ü. A.) hoher Berg in den Stubaier Alpen. Der Gipfel liegt am Talende des Pflerschtals im Alpenhauptkamm, der hier auch die Grenze zwischen dem österreichischen Bundesland Tirol und der italienischen Provinz Südtirol bildet. Die Schneespitze ist der östlichste vergletscherte Gipfel des Stubaier Hauptkammes. 
Das Pflerscher Niederjoch (3065 m s.l.m.) trennt den Gipfel im Westen von den im weiteren Gratverlauf aufragenden, knapp 100 Meter höheren Feuersteinen, die nächste Erhebung im Gratverlauf ist das Pflerscher Hochjoch (3166 m s.l.m.). Nach Süden fällt die Schneespitze steil zum Feuersteinferner ab. Östlich liegt der Stubenferner, der vom Südostgrat und dem Nordostrücken eingerahmt wird. Nach Nordosten fällt der Berg zunächst relativ flach ab, wodurch er von Osten gesehen recht breit wirkt.

## Anstiege
Der Normalweg führt von der Magdeburger Hütte zunächst gemeinsam mit dem Weg zur Magdeburger Scharte, dem vergletscherten Übergang zur Teplitzer Hütte. Bereits nach knapp 200 Höhenmetern zweigt der markierte Anstiegsweg zur Schneespitze nach rechts ab. Etwas absteigend führt der Weg unterhalb der Reste des Stubenferners vorbei an das östliche Ufer eines Moränensees. Über die nördliche Moräne des ehemaligen Gletschers gewinnt man an Höhe. Erst ein gutes Stück oberhalb wendet sich der Steig nach Südwesten über eine steile, teilweise mit Drahtseilen versicherte Schuttrinne und Blockfelder zum ausgesetzten Nordostgrat. Dieser ist durchgängig mit Drahtseilen und Eisenbügeln versichert und führt zum breiten Nordostrücken, über den man wieder flacher zum Gipfel mit Kreuz gelangt. Der alte Anstieg über den steilen Nordosthang wird aufgrund zunehmender Ausaperung und Steinschlags nicht mehr empfohlen. Der Anstieg zur Schneespitze ist mittlerweile gletscherfrei. Da der Steig aber über einige Schneefelder führt, können je nach Verhältnissen Pickel oder Steigeisen erforderlich sein. Für den Anstieg von der Magdeburger Hütte sind 2½ Stunden zu veranschlagen. 
Eine andere Anstiegsmöglichkeit besteht über den Westgrat vom Pflerscher Niederjoch. Dabei sind Kletterschwierigkeiten des II. Schwierigkeitsgrades zu bewältigen. Dieser Anstieg wird meist im Zuge einer Überschreitung des Grats von den Feuersteinen her begangen.

Gipfelkreuz und Ausblick nach Südosten, ins Pflerschtal, zu den Tribulaunen und den Zillertaler Alpen
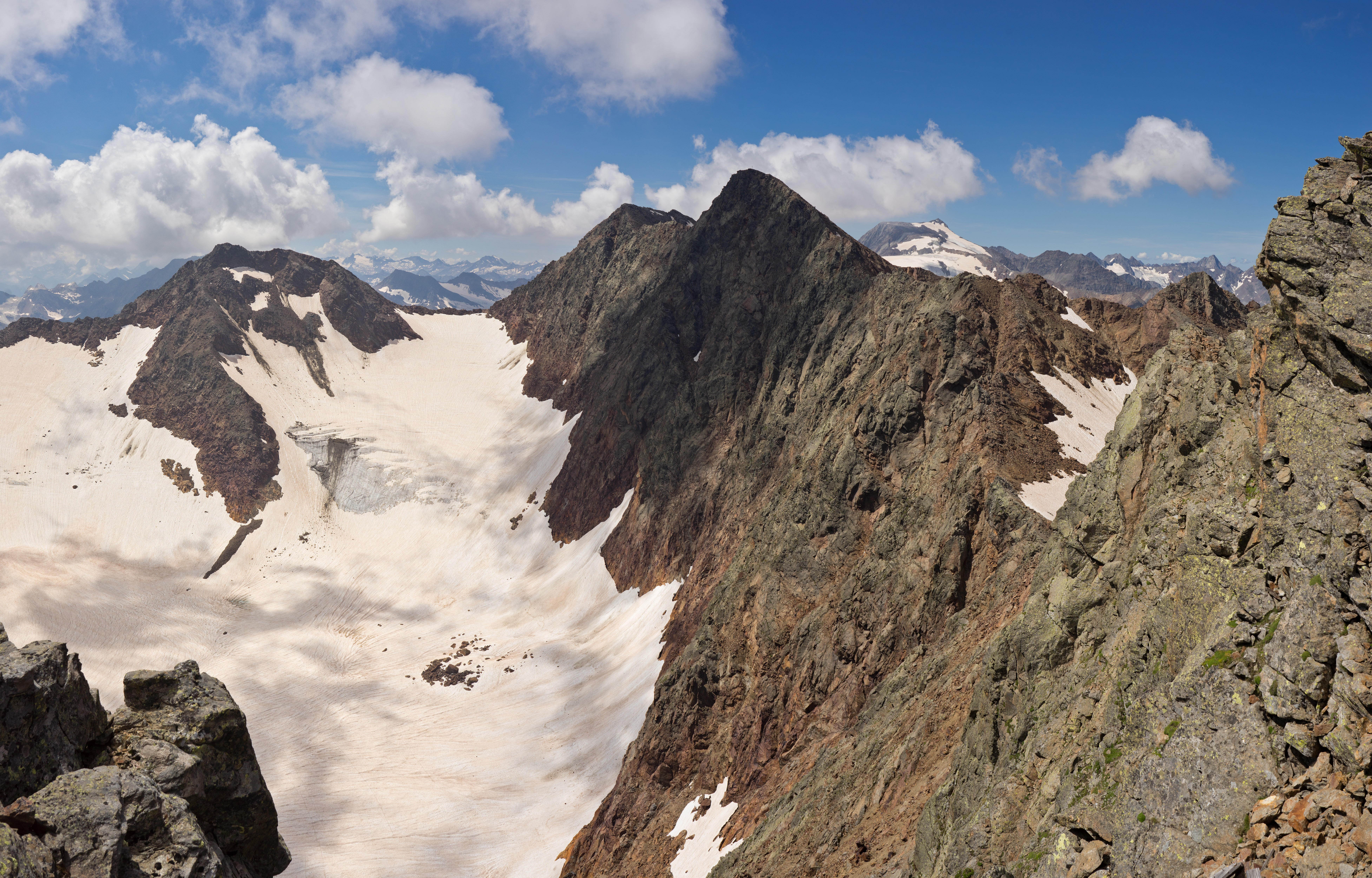
Ausblick unterhalb des Gipfelkreuzes auf den Feuersteinferner. Links die Agglsspitze, mittig die Feuersteine, weiter rechts im Hintergrund der Wilde Freiger